# Tetica de Bacares
La Tetica de Bacares es un pico de la sierra de los Filabres cuya cima se encuentra a 2088 m sobre el nivel del mar. Ubicada en la provincia española de Almería, se trata de una de las montañas más orientales de las Cordillera Penibética que superan los 2000 m de altitud.

## Características
Se trata de una cima principal de categoría 1 con una dominancia altimétrica del 79,97%, una dominancia prominencial del 17,27% y una relevancia del 37.16%.

## Historia

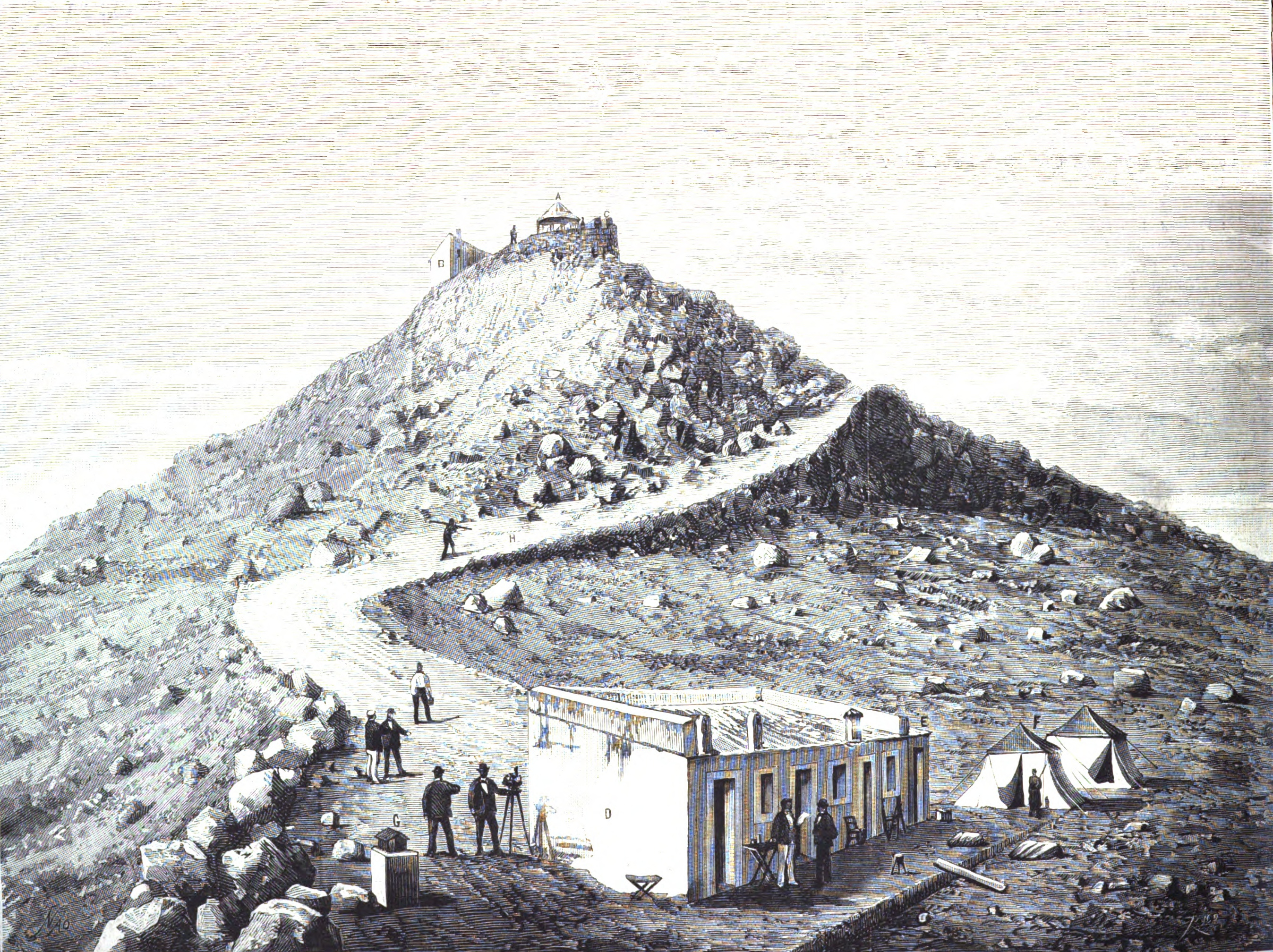
Instalaciones en la cima para el enlace geodésico entre Europa y África (La Ilustración Española y Americana, 1880)

Según el Diccionario geográfico-estadístico-histórico de España y sus posesiones de Ultramar de Pascual Madoz, a este enclave también se le ha conocido como «cerro de Nímar».
En su cima se instaló un vértice geodésico de primer orden. Esta cumbre desempeñó un papel de importancia en la conexión geodésica entre Europa y África, cuando, en 1878, el ingeniero y militar Carlos Ibáñez de Ibero debió permanecer dos meses en la cumbre para establecer la conexión geodésica con Argelia.